# Carl Bonde (1697–1755)
Carl Bonde af Säfstaholm, född 7 december 1697 i Stockholm, död 24 november 1755 i Västra Vingåkers församling, Södermanlands län, var en svensk kammarherre och greve av ätten Bonde af Säfstaholm.

## Biografi
Carl Bonde af Säfstaholm föddes 1697 i Stockholm. Han var son till Claës Ulfsson Bonde, och friherrinnan Beata Märta Sparre. Bonde blev 7 september 1719 kammarjunkare och 8 mars 1720 kammarherre. Han avled 1755 på Sävstaholms slott i Västra Vingåkers socken och begravdes bredvid sin fru i Västra Vingåkers kyrka.

### Egendom
Bonde ägde Säfstaholms slott i Västra Vingåkers socken och Gälared.

### Familj
Bonde gifte sig 13 augusti 1730 på Storeberg i Tådene socken med sin faders sysslings dotter Ingeborg Lilliehöök af Fårdala (1691–1755), dotter till översten Gabriel Lilliehöök och Brita Christina Bonde.